# Andrej Petrov
Andrej Pavlovitj Petrov (ryska: Андре́й Па́влович Петро́в), född 2 september 1930, död 15 februari 2006, var en rysk och sovjetisk kompositör. Han komponerade filmmusiken till ett stort antal sovjetiska filmer.

## Biografi
Andrej Petrov föddes den 2 september 1930 i Leningrad, nuvarande Sankt Petersburg. Fadern var kirurg, modern konstnär. Tog studentexamen vid Leningrads musikläroverk 1949, studerade därefter komposition vid Leningradkonservatoriet under Orest Jevlachov 1949-1954.
Från 1955 medlem i sovjetiska tonsättarförbundet.
Petrovs produktion omfattade såväl operor och baletter som symfoniska verk. Sin breda berömmelse nådde han kanske mest tack vare sin filmmusik med vilken han medverkade i över 80 filmer.
Avled den 15 februari 2006 och vilar på Volkovokyrkogården i Sankt Petersburg.

## Utmärkelser
Asteroiden 4785 Petrov är uppkallad efter honom.

## Filmografi i urval

### Originalmusik
- Romans i Moskva (1963)
- Höstmaraton (1979)